# Pedro Homem
Pedro Homem es una localidad caboverdiana del municipio de São Filipe.

## Geografía
La localidad está situada en la isla Fogo.

## Organización territorial
La localidad abarca los lugares y barrios de:
- Cerrado Norte
- Lugar Novo
- Pedro Homem
- São Pedro